# Mezcalito
«Mezcalito» es el tercer sencillo de la cantante y compositora mexicana Lila Downs, perteneciente a su séptimo álbum de estudio Pecados y milagros. Esta canción contiene varios elementos en cuanto a chilena, música tradicional mexicana y con varias influencias de ska-rock. Este tema fue lanzado oficialmente en radio el 27 de enero de 2012, Downs interpreta esta canción durante su última gira hasta ahora Pecados y Milagros World Tour, interpretando esta pieza al inicio de sus conciertos.

## Composición y producción
Lila Downs dijo en entrevista a Javier Solórzano que las canciones del álbum fueron compuestas inspiradas en los «exvotos» y para escribir este tema se enfocó en un exvoto que hace alusión al mezcal que es una bebida típica de Oaxaca, Downs afirmó que la letra fue compuesta por ella misma y Paul Cohen así como los arreglos. Este trabajo ha ayudado a transformar su sonido de la música de Oaxaca con tintes de chilena a algo más fusionable, animada y bailable sin perder su esencia. Lila definió esta canción como una fusión de elementos de diferentes culturas enfocados en narrar la tradición del mezcal. En los acordes de este tema se pueden encontrar elementos tradicionales así como sonidos modernos como rock y ska, pero siempre con los sonidos de trompetas y saxofones como elementos dominantes. Ella atribuye parte de su fuerza creativa a la gran riqueza cultural que existe en Oaxaca siendo esta bebida una de las más representativas de este estado.
La canción depende en gran medida de sonidos marcados como trompetas, saxofones y clarinetes, mientras que es impulsada por una conducción de cuerdas en una marcación rápida dándole a esta un sonido de chilena de la costa.

## Créditos y personal
- Lila Downs - Composición, voz, coproducción, dirección.
- Mauricio Cano - mezcla de audio.
- Paul Cohen - productor, composición, programación, organización y dirección.
- Guillermo Mandrafina - grabación y registro.